# Síndrome tóxico
El síndrome tóxico es un síndrome causado por niveles peligrosos de toxinas en el cuerpo, el término fue concebido en 1974 por Mofenson y Greensher. Usualmente es consecuencia de una sobredosis por drogas. Los síntomas que la acompañan son: mareo, desorientación, náuseas, vómito y oscilopsia. Un síndrome tóxico puede ser indicación de una emergencia médica, requiere tratamiento en un centro de control de envenenamiento. Además del envenenamiento, una infección sistémica puede llevar a un síndrome tóxico. Un síndrome tóxico se puede presentar de forma clásica pero sus manifestaciones pueden ser variables o estar enmascaradas por la co-ingestión de múltiples drogas.

| Efectos             | TA          | FC          | FR          | Temp        | Tamaño de la pupila | Ruidos Intestinales | Diaforesis  |
| ------------------- | ----------- | ----------- | ----------- | ----------- | ------------------- | ------------------- | ----------- |
| Anticolinérgico     | ~           | Aumentados  | ~           | Aumentados  | Aumentados          | Disminuidos         | Disminuidos |
| Colinérgico         | ~           | ~           | Sin Cambios | Sin Cambios | Disminuidos         | Aumentados          | Aumentados  |
| Opioides            | Disminuidos | Disminuidos | Disminuidos | Disminuidos | Disminuidos         | Disminuidos         | Disminuidos |
| Simpaticomiméticos  | Aumentados  | Aumentados  | Aumentados  | Aumentados  | Aumentados          | Aumentados          | Aumentados  |
| Sedantes/Hipnóticos | Disminuidos | Disminuidos | Disminuidos | Disminuidos | ~                   | Disminuidos         | Disminuidos |

## Anticolinérgico
Los síntomas de un síndrome tóxico anticolinérgico incluyen visión borrosa, coma, disminución de los sonidos intestinales, delirios, piel seca, fiebre, alucinaciones, pérdida de memoria, midriasis, psicosis y retención urinaria. Sus complicaciones incluyen hipertensión, hipertermia y taquicardia. Sustancias que pueden causar un síndrome tóxico incluyen los 4 anti: antihistamínicos, antipsicóticos, antidepresivos y antiparkinsonianos, ejemplos de éstos son la atropina, benzotropina, datura y escopolamina.
Debido a la apariencia y comportamientos característicos de los pacientes con este síndrome, son coloquialmente descritos como “ciegos como murciélago", "loco como un sombrerero", "rojo como Betabel", "caliente como conejo" y "seco como hueso", el intestino y la vesícula pierden su tono y el corazón pierde su ritmo.

## Colinérgico
Los síntomas de un síndrome tóxico colinérgico incluyen broncorrea, confusión, defecación, diaforesis, diarrea, emesis, lagrimación, miosis, fasiculaciones nerviosas, salivación, convulsiones y debilidad. Las complicaciones incluyen síntomas de bradicardia, hipotermia y taquipnea. Las sustancias que pueden causar un síndrome tóxico incluyen a los hongos, carbomato y organofosforados.
La nemotecnia clásica para el envenenamiento por compuestos organofosforados incluyen a las B asesinas: broncorrea y broncoespasmo porque son causas de muerte en el paciente. Otra nemotecnia es SLMDGE: que se refiere a salivación, lagrimación, micción, diarrea, desastre gastrointestinal y emesis.
Una nemotecnia alternativa es DMMBELLS por diarrea, micción, miosis, bradicardia, emesis, lagrimación, letargo y salivación.

## Efectos Alucinógenos
Los síntomas alucinógenos del síndrome tóxico incluyen desorientación, alucinaciones, sonidos intestinales fuertes, pánico y convulsiones. Las sustancias que pueden ocasionar este síndrome tóxico son por ejemplo anfetaminas, cocaína y feniciclidina.

## Opiáceos
Los síntomas de un síndrome tóxico provocado por opiáceos incluyen la triada clásica de coma, miosis y bradipnea, del mismo modo pueden presentarse de manera alterada los estados mentales, provocar estado de shock, edema pulmonar y estupor. Las complicaciones incluyen depresión de sistemas respiratorios, disminución de la presión arterial e hipotermia.

## Efectos Sedantes/Hipnóticos
Los síntomas sedantes/hipnóticos en el síndrome tóxico, incluyen ataxia, visión borrosa, coma, confusión, delirio, deterioro de funciones a nivel del sistema nervioso central, diplopía, disestesia, alucinaciones, nistagmo, parestesia, sedación, dificultad para hablar y estupor. La apnea es una complicación importante. Las sustancias que pueden ocasionar este síndrome tóxico incluyen a los anticonvulsivantes, barbitúricos, benzodiacepinas, GABA agonistas y etanol. Mientras que la mayoría de los sedantes/hipnóticos son anticonvulsivantes, muchos como los GABA agonistas y metaquelona en lugar de disminuir los umbrales convulsivos pueden ocasionar un efecto alterno, por lo que la sobredosis puede proporcionar una respuesta paradójica ante las sobredosis.

## Efectos Simpaticomimético
Los síntomas recurrentes en el síndrome tóxico ocasionado por agonistas adrenérgicos (simpaticomiméticos) incluyen ansiedad, diaforesis, hiperreflexia, midriasis, paranoia, piloerección y convulsiones. Las complicaciones incluyen hipertensión arterial, alucinaciones y taquicardia. Las sustancias que pueden ocasionar síndrome tóxico simpatomimético son: salbutamol, anfetaminas, cocaína, efedrina, metanfetaminas, polipropanolaminas y pseudoefedrina. EL síndrome tóxico simpatomimético suele parecerse mucho al síndrome tóxico anticolinérgico, pero es particularmente distinguido por los sonidos intestinales elevados y la sudoración.